# Świbie
Świbie (niem. Schwieben) – wieś sołecka w Polsce, położona w województwie śląskim, w powiecie gliwickim, w gminie Wielowieś.
W latach 1945–54 siedziba gminy Świbie. W latach 1954–1972 wieś należała i była siedzibą władz gromady Świbie. W latach 1975–1998 wieś administracyjnie należała do województwa katowickiego.

## Nazwa
W księdze łacińskiej Liber fundationis episcopatus Vratislaviensis (pol. Księga uposażeń biskupstwa wrocławskiego) spisanej za czasów biskupa Henryka z Wierzbna w latach 1295–1305 miejscowość wymieniona jest w zlatynizowanej formie Swibe.
W alfabetycznym spisie miejscowości na terenie Śląska wydanym w 1830 roku we Wrocławiu przez Johanna Knie wieś występuje pod obecnie używaną, polską nazwą Swibie oraz niemiecką Schwieben. Spis notuje również folwark Napłatki pod polską nazwą Naplatki.
| SIMC    | Nazwa     | Rodzaj    |
| ------- | --------- | --------- |
| 0223556 | Cegielnia | część wsi |
| 0223562 | Gajówka   | część wsi |
| 0223579 | Napłatki  | część wsi |

Mieszkańcy wsi wyróżniają jeszcze przysiółek Diana.

## Historia
We wsi znajduje się stanowisko archeologiczne obejmujące obszar cmentarzyska kultury łużyckiej. Na terenie cmentarzyska wstępują dwie formy pochówków: ciałopalne i szkieletowe. Podczas prac archeologicznych rozpoczętych w latach 70. XX wieku zbadano 576 grobów zawierających brązowe i żelazne ozdoby (diademy, bransolety, naszyjniki), szpilki do spinania ubrań, nagolenniki. Znalezione przedmioty wystawione są w ekspozycji archeologicznej na Zamku Piastowskim w Gliwicach.

## Edukacja
W Zespole Szkolno-Przedszkolnym znajduje się szkoła podstawowa i przedszkole. 

## Turystyka
Przez wieś przebiega szlak turystyczny:
- – Szlak Stulecia Turystyki
- – Szlak Zacharzowicki